# Dejan Čukić
Dejan Čukić (født 25. november 1966 i Berane i Montenegro, daværende Jugoslavien), er en dansk-serbisk skuespiller. Han er uddannet fra Statens Teaterskole i 1993 og debuterede samme år i Hamlet på Mungo Park. Han har tidligere haft flere teaterroller på bl.a. Husets Teater, Østre Gasværk og Betty Nansen Teatret, men filmdebuten fik han i 1995 i ungdomsfilmen Operation Cobra. Sit folkelige gennembrud fik han i 1999 i biografsuccessen I Kina spiser de hunde.
Efterfølgende har han gjort sig bemærket i film og tv-serier som Den serbiske dansker, Nikolaj og Julie, Bag det stille ydre, Anna Pihl, Kærlighed på film, Simon & Malou og Lykke. I 2007 modtog han Lauritzen-prisen. Desuden er han et kendt ansigt som speaker sammen med Peder Pedersen i tv-reklamerne for YouSee.

## Privatliv
Siden han var 15 år, har han dannet par med Carina Holm, der driver en delikatesseforretning. Parret har datteren Sofia, der er født i 1993 samt datteren Mila og sønnen Luka.
Den 30. marts 2000 blev han arresteret i den jugoslaviske hovedstad Beograd, da han ankom for at finde optagelsessteder til filmatiseringen af Leif Davidsens Den serbiske dansker. Čukić havde unddraget sig værnepligt i landet og måtte opholde sig nogle dage på en kaserne, inden han fik lov at rejse tilbage til Danmark.

## Filmografi

### Film
| År   | Titel                  | Rolle           | Noter                                             |
| ---- | ---------------------- | --------------- | ------------------------------------------------- |
| 1995 | Operation Cobra        | Zak             |                                                   |
| 1996 | Bella, min Bella       | Drago           |                                                   |
| 1996 | Ondt blod              | Salto           |                                                   |
| 1999 | I Kina spiser de hunde | Arvid           |                                                   |
| 2004 | Truslen                | Jacek           |                                                   |
| 2004 | Bjørne Brødre          | Sitka           | Dansk stemme                                      |
| 2005 | Opbrud                 | Gustav          |                                                   |
| 2005 | Bag det stille ydre    | David           |                                                   |
| 2006 | Asterix og vikingerne  | Obelix          | Dansk stemme                                      |
| 2007 | Klopka                 | Ivkovic         |                                                   |
| 2007 | Kærlighed på film      | Frank           |                                                   |
| 2007 | De unge år             | Selkoff         |                                                   |
| 2007 | Daisy Diamond          | Bettina         |                                                   |
| 2008 | Ulvenatten             | Ramzan Jelojev  |                                                   |
| 2009 | Vanvittig forelsket    | Pierre          |                                                   |
| 2009 | Original               | Max             |                                                   |
| 2009 | Simon & Malou          | Simon           |                                                   |
| 2010 | Snabba Cash            | Radovan Kranjic |                                                   |
| 2017 | Fantasten              | Claus           | Bodilprisen for bedste mandlige hovedrolle (2018) |

### Tv-serier
| År        | Titel                   | Rolle        | Noter           |
| --------- | ----------------------- | ------------ | --------------- |
| 1995      | Landsbyen               | Simon        | Afsnit 24 og 26 |
| 1997-1999 | TAXA                    | Dean         | Afsnit 28 og 29 |
| 2001      | Den serbiske dansker    |              |                 |
| 2001      | Hvor svært kan det være | Carsten      | Afsnit 9        |
| 2002-2003 | Nikolaj og Julie        | Philip       |                 |
| 2003      | Skjulte spor            | Haak         | Afsnit 23 og 24 |
| 2006      | Anna Pihl               | Stavro       | afsnit 6-10     |
| 2007      | Forestillinger          | Marko        |                 |
| 2010      | Lærkevej                | Politimand   | 2 afsnit        |
| 2011      | Pokerfjæs               | Sig selv     |                 |
| 2012      | Lykke                   | Alf Thyregod |                 |
| 2021      | Klovn                   | Sig selv     |                 |

## Teater
- Maria Stuart (2009) – Betty Nansen Teatret

Čukić skulle have spillet i Line Knutzons Håndværkerne på Det Kongelige Teater i 2008, men efter hans sygemelding overtog instruktøren Nikolaj Cederholm rollen.